# Brillepingvin
Brillepingvinen (Spheniscus demersus) lever ved Afrikas sydvestkyst i kolonier på de 24 øer mellem Namibia og Algoa bugt nær Port Elizabeth i Sydafrika. 
Den største koloni findes på Dyer Island nær Kleinbaai. De eneste tilbageværende pingvinkolonier på fastlandet findes tæt ved Cape Town, Boulders Beach ved Simon's Town og Stony Point i Bettys Bay.[kilde mangler]

## Navneforvirring
Brillepingvin kaldes på dansk også for æselpingvin, mens den "rigtige" æselpingvin (Pygoscelis papua) så kaldes brillepingvin.